# Tony Perry
Tony Perry (Baja California, México, 25 de febrero de 1986) es un músico mexicano-estadounidense, conocido por ser el guitarrista de la banda post-hardcore Pierce the Veil, junto a Vic Fuentes, Mike Fuentes y Jaime Preciado.

## Biografía

### Primeros años
Perry nació bajo el nombre de Cesar Antonio Perry Soto en la ciudad de Tijuana, México, el 25 de febrero de 1986.

### Carrera
En 2007, Perry se unió como guitarrista de la banda Pierce the Veil, junto con Vic Fuentes, Mike Fuentes y Jaime Preciado. Pierce the Veil lanzó su disco debut A Flair for the Dramatic en enero de ese mismo año. La banda lanzó dos álbumes más, Selfish Machines (2010) y Collide with the Sky (2012), y realizó una serie de giras mundiales en América del Norte, América del Sur, Australia, Asia y Europa. El lanzamiento del álbum "Collide With The Sky", formó parte del Vans Warped Tour de 2012, a lo largo de julio y agosto, así como también de su gira por el Reino Unido en septiembre. El primer sencillo del álbum, King For A Day, fue lanzado el 5 de junio de 2012. El álbum quedó en el puesto número 12 en el Billboard 200, vendiendo más de 27.000 copias en su semana debut. 
También han tocado en grandes festivales de música como Rock am Ring and Rock im Park, los festivales de Reading y de Leeds, Warped Tour, Soundwave Festival y el Slam Dunk Festival. La banda compartió escenario con bandas como Bring Me the Horizon, All Time Low, Sleeping with Sirens, Tonight Alive y A Day to Remember. Perry también posee su propia línea de ropa llamada, Key Street, junto con el exmiembro de Of Mice & Men, Jaxin Hall.

## Vida personal
Perry es vegetariano, y está en contra del maltrato animal. Él y sus compañeros de Pierce the Veil, apoyaron durante algún tiempo a la organización de protección de animales PETA2. En junio de 2015, Perry sufrió un accidente con su bicicleta mientras practicaba ciclismo de montaña, lo que resultó
en tres costillas rotas, un esternón roto, el colapso de un pulmón y un hombro desgarrado. Fue sometido a cirugía de emergencia para reparar los daños. Sus lesiones le impidieron participar del Warped Tour de 2015, para regresar y tocar en los Alternative Press Music Awards de ese mismo año.

## Discografía

### Pierce the Veil
- 2007: A Flair For The Dramatic (Equal Vision Records)
- 2010: Selfish Machines (Equal Vision Records)
- 2012 Collide with the Sky (Fearless Records)
- 2016: Misadventures (Fearless Records)
- 2023: The Jaws of Life (Fearless Records)